# 哲學人類學
哲學人類學是一門哲學學科，試圖將關於人類本性的各種經驗研究和現象學探索整合起來，理解人類與環境之間的關係以及人類與所創造的價值之間的關係。
代表人物主要有：馬克斯·舍勒、赫爾穆特·普萊斯納、阿爾諾德·蓋倫。

## 历史
柏拉图将人类的本质认定为灵魂，断言物质的身体是它的监狱，灵魂渴望从中解放出来，因为它想要看到、认识和沉思纯粹的超天体(hyperuranic)的理念。根据《费德鲁斯篇》，死后，灵魂从一个身体转移到另一个身体。因此，柏拉图引入了一种不可化简的心灵-身体二元论。
亚里士多德将人定义为两种物质的结合，即身体和灵魂，这是所谓的质料形式理论（Hylomorphism）。人是一种动物，具有一种特殊的特征，使他优于任何其他的生命实体：那就是理性的灵魂。灵魂不是身体之外的东西，而是组织、构造、赋予生命和形式于身体物质的原则。亚里士多德的灵魂观在《论灵魂》（On the Soul）中从理论的角度描述，在《政治学》和《尼各马可伦理学》中从实践的角度描述。
基督教发展了“从无到有的创造”（creatio ex nihilo ）的概念，根据这一概念，所有存在的东西都是上帝的有限创造物，包括物质。柏拉图的“空间”（Khôra）最终成为了一个超出逻辑力量的区域。
时间开始被认为是在一个线性而不是循环的“变化中”。
基督教也发展了人格的概念，以解释最神圣的三位一体和人类和神圣的本质（实质）在基督的独特人格中的共存。

## 研究書目
- 汪暉：《作為哲學人類學的佛洛伊德理論》（香港：三聯書店【香港】有限公司，1988）。